# Inching

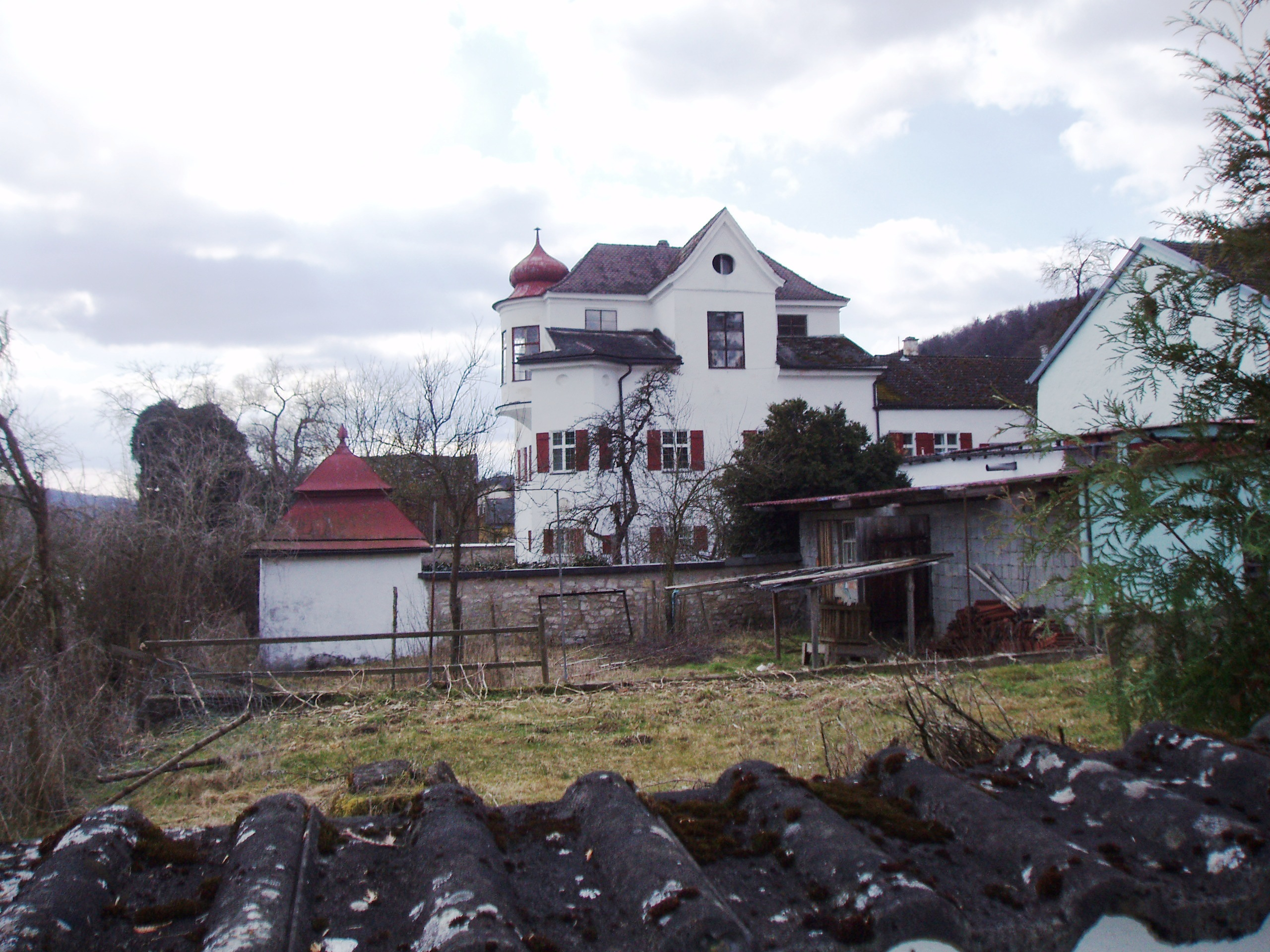
Schlösschen Inching

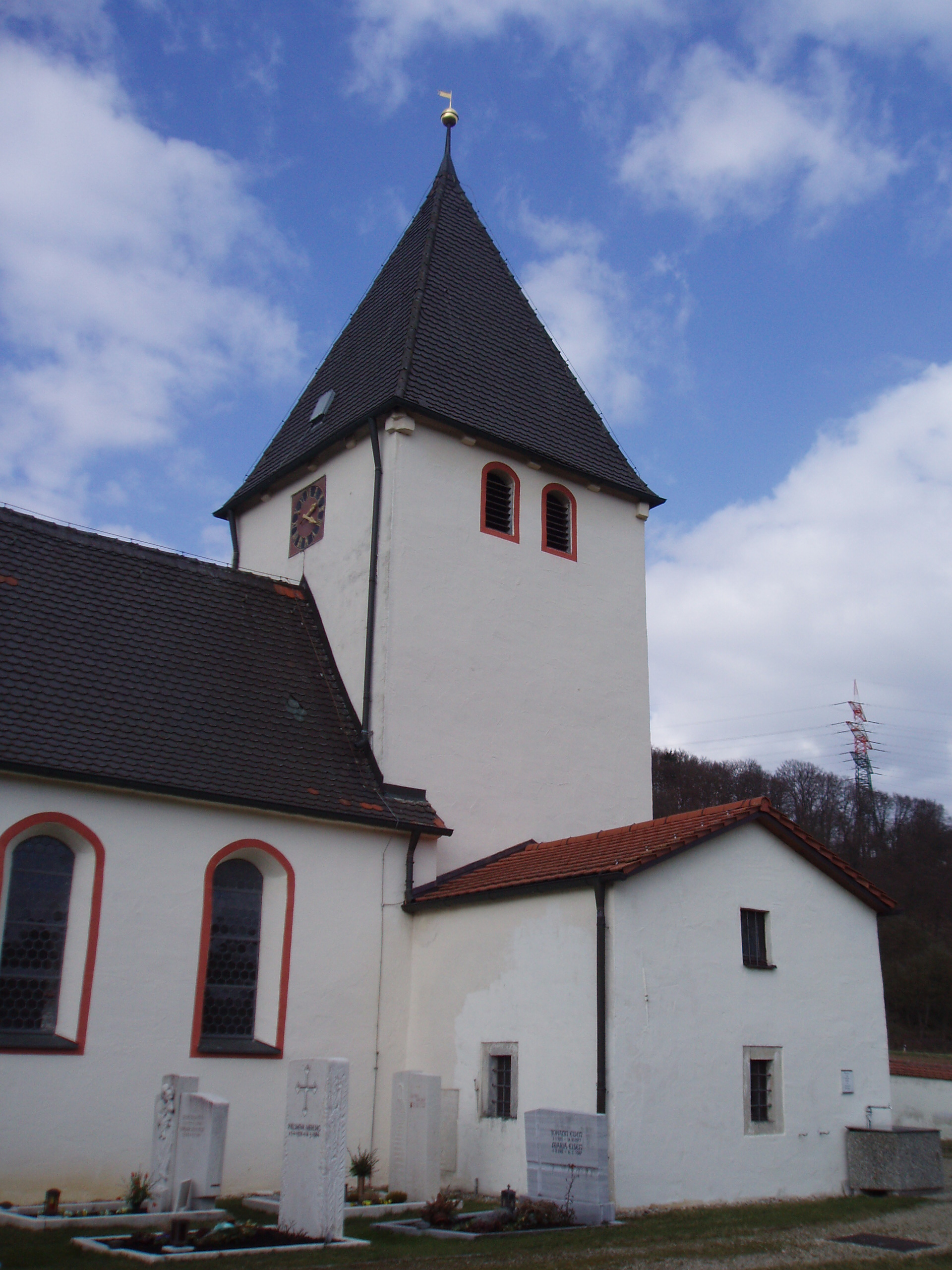
Filialkirche St. Martin

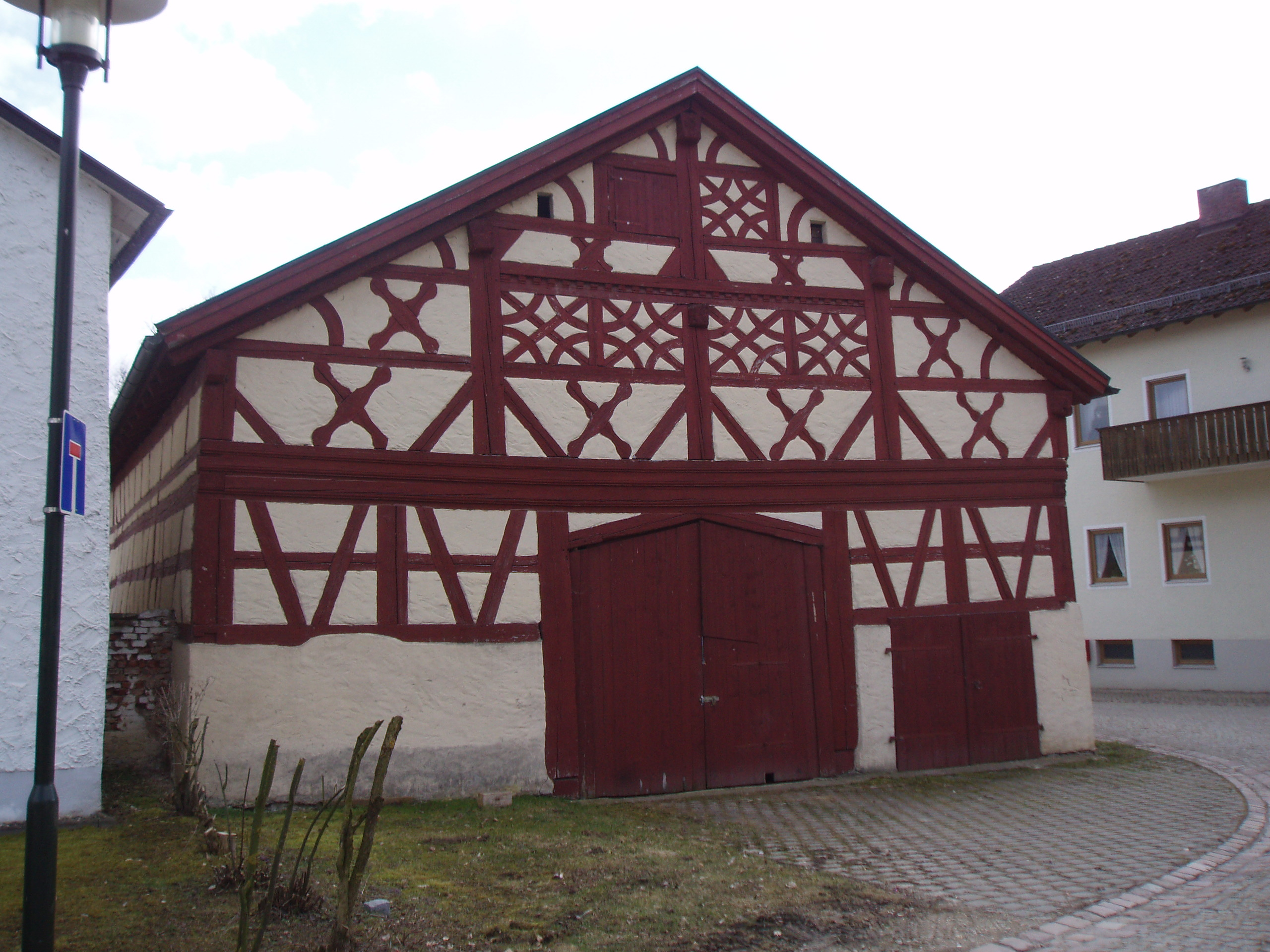
Fachwerkscheune in Inching

Inching ist ein Gemeindeteil und eine Gemarkung der Gemeinde Walting im oberbayerischen Landkreis Eichstätt.

## Lage
Das Kirchdorf mit seinen etwa 100 Einwohnern liegt im Altmühltal zwischen Pfünz und Walting und zwischen Almosmühle und Brunnmühle und ist etwa acht Kilometer von der Kreisstadt Eichstätt talabwärts entfernt. Es erstreckt sich auf einem schmalen Streifen zwischen der Altmühl und dem nördlichen Talhang.

## Geschichte
Inching wurde 1055 erstmals urkundlich erwähnt. Damals verlieh Kaiser Heinrich III. der Eichstätter Kirche das Weinbaurecht zwischen Rebdorf und Inching. Ein „Edler Adalbert von Inchingen“ wurde 1166 genannt.
Im Jahre 1260 übereignete der damalige Bischof von Eichstätt, Engelhard von Tollingen, die Kirche von Inching dem Eichstätter Domkapitel, das bis zur Säkularisation 1806 die Dorf- und Gemeindeherrschaft ausübte und in dessen Besitz bis dahin auch das Schlösschen war. Mit dem Gemeindeedikt von 1818 entstand die Ruralgemeinde Inching.
Vor der Gemeindegebietsreform 1972 war Inching eine der kleinsten politischen Gemeinden mit einem eigenen Bürgermeister in Bayern; bei der Volkszählung von 1871 hatte sie 100 Einwohner (davon 93 im Hauptort sieben in der zugehörigen Brunnmühle), 1961 wurden 107 Einwohner gezählt (davon 97 im Hauptort und zehn in der Brunnmühle). Seit dem 1. Mai 1978 gehört Inching zur Gemeinde Walting.

## Baudenkmäler
- Die katholische Filialkirche St. Martin wurde 1260 zum ersten Mal urkundlich erwähnt. Erbaut wurde sie vermutlich unter dem Patronat Heinrichs III., wobei der Turm als Fluchtturm ausgeführt wurde und auch heute noch nur einen kleinen Zugang über den Dachboden der Kirche hat. Das Erdgeschoss des Turms ist der nach Osten gewandte Altarraum. Da die Kirche nie umgebaut und neu geweiht wurde, dürfte sie in den wesentlichen Teilen noch aus dem 11. Jahrhundert stammen, ebenso die Altarsteine der Seitenaltäre. Der Innenraum wurde mit Ausnahme des Turms im Barock umgestaltet und barockisiert, die Fenster wurden vergrößert, die Eingangssituation wurde verändert. Den Hochaltar aus dem späten Rokoko ziert das Wappen des Dompropstes und Weihbischofs Franz Heinrich Wendelin von Kageneck (1704–1781). Alter und Herkunft der Reiterstatue des heiligen Martin ist nicht bekannt. Die Orgel wurde etwa 1730 erbaut und ist nach der Restaurierung heute noch spielbar. 1970 wurde die in der Regel verschlossene Kirche behutsam renoviert und ein neues Leichenhaus angebaut. Die Deckenbilder und Medaillons sind ein Beispiel der Neuen Sachlichkeit in der Malerei und stammen von dem Münchner Maler Franz Klemmer. Dabei integrierte der Maler damalige Dorfbewohner. „Von links nach rechts dürften dies sein: Friedrich Adlkofer…, Gerhard und Elisabeth Böhm, Friedl Ullmann, Theresia Pflieger, Anton Feyerle, ein Knecht der Familie Beck und Walburga Feyerle“. „Im kleinen Mädchen rechts wusste sich die inzwischen verstorbene Mesnerin Rosa Glöckl mit ihrer großen Schwester Katharina dargestellt, … Im knienden Mann … Johann Pflieger …“[2]
- Das kleine Schloss Inching (in Privatbesitz, Ferienwohnung im Erdgeschoss)
- Fachwerkscheune in der Nähe der Altmühlbrücke, die noch – wie früher alle Gebäude in Inching mit Ausnahme des Schlösschens und der Kirche – ein Kalkplattendach hat.
- Neben der Altmühlbrücke steht mit dem ehemaligen Schäferanwesen ein restauriertes Jurahaus, ein typisches ehemaliges Kleinbauernanwesen mit direkt angebauter Scheune, ebenfalls mit erneuertem Kalkplattendach.

## Vereine
- Freiwillige Feuerwehr Inching